# Brigada Ramona Parra
Brigada Ramona Parra (BRP) és el nom del col·lectiu muralista vinculat al Partit Comunista de Xile que va forjar una iconografia popular que va plasmar en espais públics. El seu nom és en honor a la jove militant del partit Ramona Parra que va ser assassinada per la policia a la massacre de la Plaça Bulnes de Santiago de Xile el 28 de gener de 1946 quan tenia 19 anys.

## Història
La BRP va ser creada el 1968 per resolució del VI Congrés de les Joventuts Comunistes de Xile. En els seus orígens no tenia cap fi estètic i en la seva gènesi no va comptar amb cap artista expert. Els coneixements els van anar adquirint mitjançant l'experiència de pintar als carrers perseguits per carabiners i de manera clandestina.
Els primers murals van néixer d'una proposta de Pablo Neruda a la Unitat Popular i, posteriorment, es van estendre a nivell nacional quan Salvador Allende va ser nomenat candidat per a les eleccions presidencials de 1970. En les primeres incursions treballaven de forma molt poc professional, amb traçats irregulars usant només un color i sense fons. Allò essencial per als muralistes de la BRP era proporcionar un missatge amb contingut polític als vianants. Producte d'això es van desenvolupar dos aspectes característics: la ubicació dels murals en zones estratègiques, com places emblemàtiques i comunes marginals; i, per altra banda, la seva iconografia, caracteritzada per la inclusió d'elements com l'espiga, el puny, l'estel, les aus i els treballadors.
El 1971 l'artista Roberto Matta, juntament amb la Brigada Ramona Parra, va pintar un mural anomenat El primer gol del poble xilè, que està ubicat a l'antiga piscina municipal de la comuna de la Granja. Aquest mural té unes dimensions de 25 m de llarg per 4 m d'alçada. Va ser recobert de pintura després del cop d'Estat de l'11 de setembre de 1973, essent redescobert el 2005 per alumnes de la Universitat de Xile. Després d'un llarg procés de restauració va ser lliurat al públic el setembre del 2008.
A causa de l'exili d'alguns dels integrants de la BRP, aquests van pintar diversos murals a l'estranger, com és el cas dels murals fets a Amsterdam. Particularment, a l'octubre de 2018 va ser descobert un antic mural durant la demolició d'un edifici al barri d'Osdorpplein, el qual data de 1983 i fa referència a la dictadura militar xilena.